# Shermanbury
Shermanbury är en ort och civil parish i Storbritannien.   Den ligger i grevskapet West Sussex och riksdelen England, i den södra delen av landet, 60 km söder om huvudstaden London. Shermanbury ligger 13 meter över havet och antalet invånare är 454.
Terrängen runt Shermanbury är platt.Runt Shermanbury är det tätbefolkat, med 319 invånare per kvadratkilometer. Närmaste större samhälle är Brighton, 17,8 km sydost om Shermanbury. Trakten runt Shermanbury består till största delen av jordbruksmark.